# غضنفري خان احمد السفلي (بابويي)
غضنفري خان احمد السفلی (بالفارسية: غضنفری‌خان احمد سفلی) هي قرية تقع في إيران في قسم بابويي الريفي. يقدر عدد سكانها بـ 114 نسمة .